# Miguel Ángel Virasoro (filósofo)
Miguel Angel Virasoro (9 de abril de 1900-29 de junio de 1966) fue un filósofo argentino, Premio Nacional de Cultura 1943. Profesor de Filosofía en varias universidades nacionales argentinas. Junto con otros filósofos como F. Romero, V. Fatone, C. Astrada y escritores como J. L. Borges y R. González Tuñon puede ubicarse en la llamada "Generación del 1925" que se nutre del espíritu renovador de la Reforma Universitaria de 1918 y que se caracteriza por el rechazo y la superación del positivismo de los primeros decenios de la República. Trae al país las ideas europeas de Hegel, Husserl, Bergson. En su trayectoria intelectual interpretó a Heidegger y Sartre y buscó una síntesis en una visión original idealista que definirá como “existencialismo dialéctico”.

## Biografía
Virasoro nace en Santa Fe  el 9 de abril de 1900, realiza sus estudios en la Universidad de La Plata donde se recibe de abogado. Desde muy joven se siente atraído por la filosofía, en particular el idealismo post-hegelianos y Bergson. Sus primeras publicaciones son artículos en las revistas “Inicial” y “Síntesis” y en el diario “La Nación”.
Pública su primer libro en 1928 (ver Obras) al cual sigue en 1932 "La Lógica de Hegel". En 1939 comienza su extensa magisterio como profesor de filosofía moderna y contemporánea en la Universidad de Buenos Aires. En la misma cátedra encuentra a Carlos Astrada con quien mantendrá un diálogo de ideas a lo largo de sus carreras.
En 1943 gana el Premio Nacional de Filosofía, Crítica y Ensayos correspondiente al trienio 1940-1942. por su libro  “LA LIBERTAD, LA EXISTENCIA Y EL SER”.
En los años sucesivos se acerca al existencialismo de Kierkegaard y Sartre y de este último traduce "El Ser y la Nada". 
En 1949 es nombrado Miembro Correspondiente de la Sociedad Peruana de Filosofía y participa como invitado especial de la Conferencia de Filosofía de la Universidad de San Marcos
En 1952 es nombrado Vicedecano de la Facultad de Filosofía y Letras de la UBA.
En 1954 es nombrado Director del Instituto del Pensamiento Argentino. La preocupación por el pensamiento latinoamericano se manifestó permanentemente ya desde sus primeros escritos aparecidos en la revista Inicial, algunos de ellos compilados más tarde en su primer libro (1928). Durante su gestión en el Instituto siguió bregando en ese sentido incorporando a los planes de estudio la cátedra de Historia del pensamiento argentino. En este mismo período y en su calidad de director tuvo a cargo la confección de más de 40 artículos, sobre filósofos argentinos y americanos, destinados a la Enciclopedia filosófica de Gallarete. Este interés respondía a la toma de conciencia de su inserción en el contexto histórico latinoamericano donde se movían las motivaciones de sus coetáneos. Como crítico trató siempre de revelar los aspectos más positivos y alentar el trabajo creador; así lo confirman sus corresponsales.
En 1956 la así llamada Revolución Libertadora interviene las Universidades y 
cesantea muchos profesores entre los cuales Carlos Astrada y Virasoro
Desde 1958 hasta su muerte vuelve al magisterio en las Universidades del Sur 
(Bahía Blanca) y de Cuyo (Mendoza) y publica la obra que culmina su trayectoria
"La Intuición Metafísica"
Una biografía más detallada puede encontrarse en la monografía de Rosa Licata de López Jonte referida en Bibliografía sobre Virasoro. La Universidad de Cuyo conserva muchos artículos referentes a su pensamiento en su Biblioteca Digital .

## Pensamiento
La obra de Virasoro fue tema de muchos autores (ver Bibliografia abajo). Lo que sigue es una síntesis de esas contribuciones en un esfuerzo por exponer lo más destacado de su pensamiento. Enrolado en la corriente existencialista abreva en lecturas de Hegel, Heidegger, Nietzsche y ciertos elementos de  la filosofía oriental, para ir modelando el concepto de “existencialismo dialéctico”, que dará título a la ponencia presentada en el primer Congreso de Filosofía de 1949 (Existencialismo dialéctico, 1958).
Este concepto supone en primer lugar una diferencia con Hegel. En La lógica de Hegel (1932) rechaza el logicismo que encauza al espíritu hacia la reproducción mecánica de lo mismo poniendo el acento en su carácter activo para impulsar -en términos nietzscheanos- una voluntad  de autoafirmación y potenciación de los instintos. 
El método inspirado en ese concepto, permite captar lo diferente sin que este se disuelva en la identidad de los contrarios o termine anulado en una fase superior. Y aquí Virasoro avanza más allá  pues para captar lo Otro en toda su riqueza y escapar a la estrechez de los esquemas no alcanza la lógica dialéctica hay que servirse de la intuición. (La intuición metafísica, 1965). De este modo la dialéctica adopta el atributo de existencial y pone el acento en la vida. 
En La libertad, la existencia y el ser, 1942, profundiza en esa subjetividad, como estructura existencial finita fundada en la libertad. Partiendo del cogito cartesiano rescata el proceso de descosificación que realiza el “idealismo alemán” pero destacando el carácter activo y libre del sujeto ya no desde un plano universal sino desde lo concreto de la vida. Adhiere a la “analítica existencial” heideggeriana, a la que reconoce el mérito de entender la libertad como raíz de la existencia y la angustia como estado originario, pero le reprocha la dicotomía no dialectizada entre “existencia auténtica” e “inauténtica”. Al concepto de trascendencia le agrega, inspirado en la caridad de la teología paulina, la necesidad de que el yo se subyugue para que los demás sean libres y el mundo se realice; y, a su vez, reinterpreta la sorgue como cuidado para que el mundo llegue a ser lo que las voluntades libres quieren que sea. De este modo vincula la libertad individual a la social haciendo del mundo un proceso de comunicación de autocreaciones libres. Finalmente vincula  analítica y dialéctica existencial en un  planteo donde se hallan sus desarrollos más originales. La subjetividad aparece como un movimiento de opción entre dos formas de libertad cuya raíz se expresa en los temples de ánimo de la angustia, momento negativo de captarse siendo caducidad o posibilidad de no ser, y la ansiedad, momento positivo, impulso originario que hace de la existencia una autorrealización desde la libertad. La dialéctica existencial es entonces movimiento desde la libertad originaria hacia la coexistencia como realización de mundo.

## Polémica en laRevista Sur
En ocasión del 30esimo aniversario de la Revista Sur Virasoro es invitado a escribir el artículo sobre Filosofía argentina durante esos años. En él Virasoro ubica a Macedonio Fernández como uno de los filósofos más originales del período y en cambio descalifica a Francisco Romero al rol de mero profesor/divulgador de Filosofía. La reacción es inmediata y un año después, en la misma revista, Adolfo Carpio, discípulo de Romero responde descalificando a Macedonio Fernández y al mismo Virasoro. Quizás juega en esta polémica el divario peronismo-antiperonismo que reinaba en ese momento en la cultura argentina. Por un lado pensadores como Astrada y Virasoro quienes sin ser militantes reconocían al peronismo su rol histórico por haber dado protagonismo a la clase trabajadora. Por el otro lado Romero y la misma Victoria Ocampo -fundadora y directora de Sur- que lo ven como una expresión local del fascismo. Pero quizás, más interesante refleja una distinta percepción del quehacer filosófico. Virasoro reivindica para la filosofía poetas como Hölderlin, Rilke, Valery y si bien no reniega de la razón, ubica a la razón lógica (la de las reglas fijas) en un nivel inferior a la que llama razón trascendente. Francisco Romero y Adolfo Carpio celebran la "normalización de la filosofía" , algo semejante a lo que Foucault entiende por  ‘’institucionalización’’  donde los 'diletantes' no tienen lugar y pretenden una claridad lineal en el discurso que expulsa a los poetas de la filosofía. Carpio en particular reivindica su rol de profesor y rehúsa el de filósofo ,.
(Para una discusión actualizada sobre Macedonio Fernández como filósofo y esta polémica ver artículo de Marisa Muñoz en Bibliografía sobre Virasoro).

## Obras
- Una teoría del yo como cultura, Buenos Aires, Ed. Gleizer.
- La lógica de Hegel, Buenos Aires, Ed Gleizer (1932).
- La libertad, la existencia y el ser, Instituto de Filosofía, Universidad de Buenos Aires, 240 p. (Colección Ensayos Filosóficos, t. 1)  (1942).
- Para una nueva idea del hombre y de la antropología filosófica, Cuadernos de Humanitas, Universidad Nacional de Tucumán (1963).
- La intuición Metafísica, Buenos Aires, Ed. Carlos Lohlé  (1965).